# Бага-тархан
Бага-тархан (кит. упр. 莫賀咄, пиньинь moheduo, палл. Мохэдо)— правитель сары-тюргешей и каган Тюргешского каганата с 739 года по 742 год.

## Правление
В 738 году Бага-тархан и Думочжи убили Сулука. Тут же началась война между Бага-тарханом и кара-тюргешами нового кагана Тукварсен Кут-шора. Бага-тархан соединился с князьями Западного Края, ферганы и китайцами, чтобы разбить Кут-шора, которого отвезли в Китай. Император планировал поставить потомка западно-тюркских каганов Ашину Синя правителем тюргешей. Бага-тархан воспротивился и император уступил.
Вскоре в город Даньлань прибыл Ашина Синь с войском охранявших его китайцев. Бага-тархан убил Синя и объявил себя каганом. В 742 Фумын Линча, наместник Аньси, разбил Бага-тархана и казнил его.
Государство Тюргешей распалось на враждующие племена и потеряло свою силу. В 756 году каганат был поглощён уйгурами, огузами и карлуками